# Aprosmictus
Aprosmictus is een geslacht van vogels uit de familie Psittaculidae (papegaaien van de Oude Wereld).
Deze komt voor in verscheidene soorten.

## Soorten
De volgende soorten zijn bij het geslacht ingedeeld:
- Aprosmictus erythropterus – Roodvleugelparkiet
- Aprosmictus jonquillaceus – Timorese roodvleugelparkiet